# (7033) 1994 WN2
A (7033) 1994 WN2 a Naprendszer kisbolygóövében található aszteroida. Ueda Szeidzsi és Kaneda Hirosi fedezte fel 1994. november 28-án.